# Castillo de San Silvestre

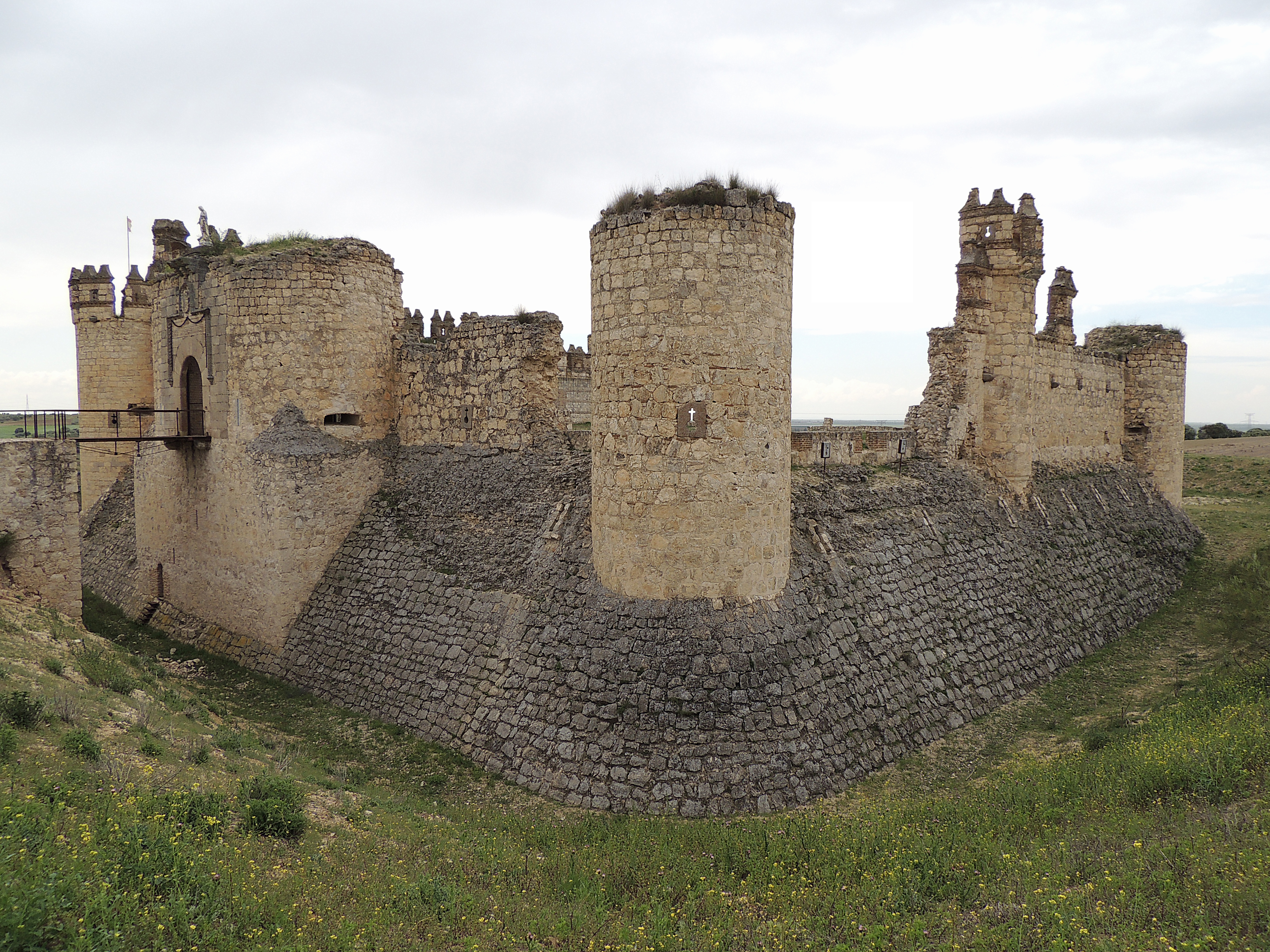
Vista del castillo con el foso

El castillo de San Silvestre es un castillo situado en el municipio de Maqueda, en la provincia de Toledo (Castilla-La Mancha, España).
Actualmente, está considerado como BIC (Bien de Interés Cultural) (fue declarado Monumento histórico-artístico perteneciente al Tesoro Artístico Nacional mediante decreto de 3 de junio de 1931).

## Situación
Se asienta en la antigua villa de San Silvestre, de la que solo queda la pequeña parroquia que solo se abre el 31 de diciembre, y una casa de labor.
El acceso al castillo puede realizarse desde la localidad de Novés en dirección a Santa Cruz del Retamar. Tomando el camino que surge a la izquierda inmediatamente después de pasar el puente sobre el arroyo de San Silvestre, en dirección hacia unos colegios.

## Historia
El castillo de San Silvestre fue construido por el comendador de la Orden de Santiago, Gutierre de Cárdenas, en el siglo XV, al igual que el castillo de la Vela (Maqueda).

## Descripción y características

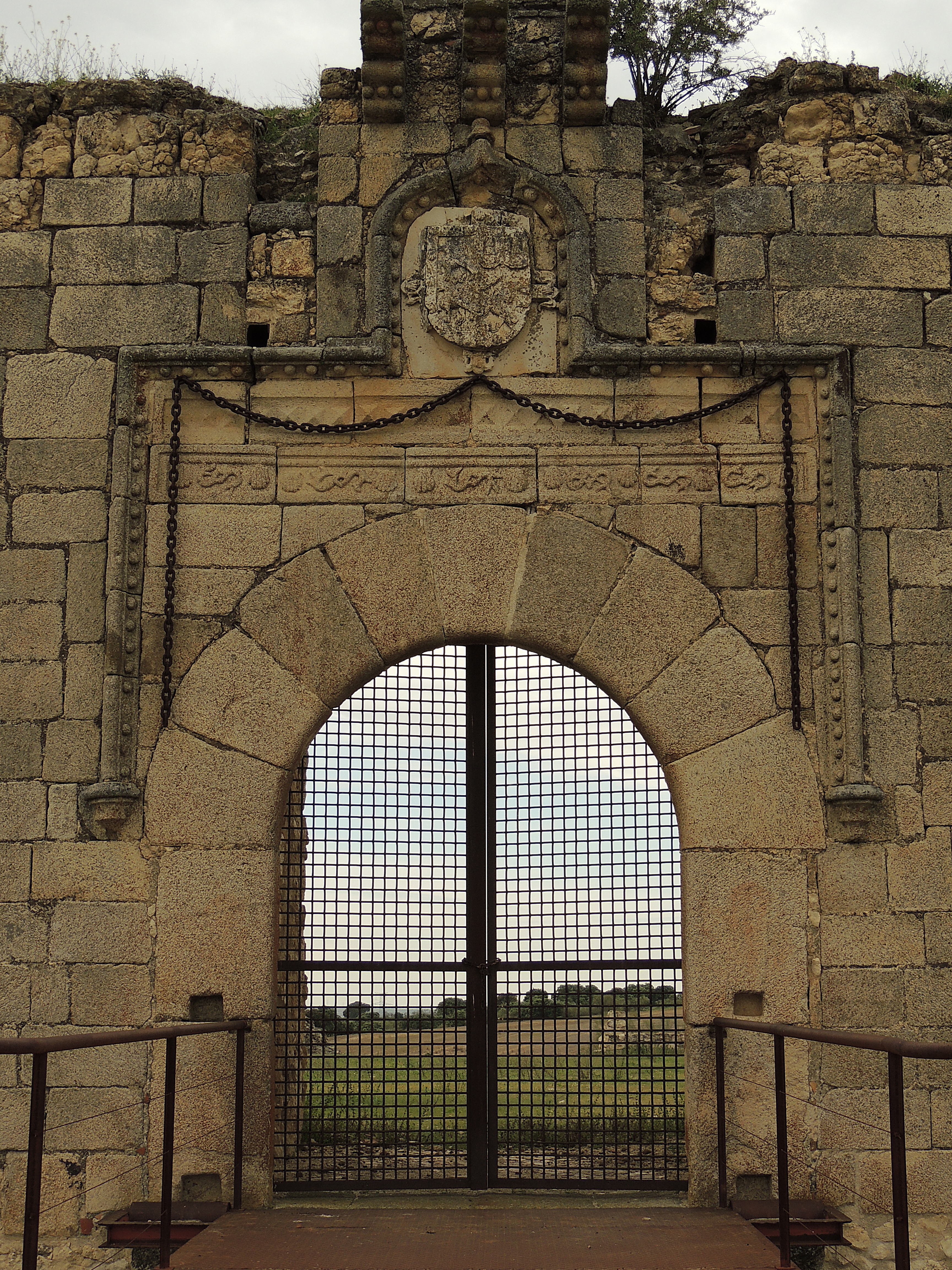
Portada del castillo

El castillo de San Silvestre es pequeño, similar al castillo de Maqueda. La planta del edificio es cuadrada y conserva tres de sus fachadas, una de ellas casi completa, lo que permite observar algunos detalles de su construcción.
Las murallas poseen torres cilíndicas con base troncocónica en los ángulos y centros, así como el almenado. El almenado presenta la particularidad, única en la provincia, de que tiene dobles merlones de mampostería y ladrillo. Al igual que las del castillo de Caudilla y el de Maqueda, también pertenecientes a Gutierre de Cárdenas, las saeteras, de granito, están en forma de cruz de Santiago, con una abertura redondeada en la parte inferior, forma que tienen también las de las torres, éstas con tiros frontales y cruzados.
La puerta está orientada hacia el este y debió tener un puente levadizo sobre el foso que se observa al pie de los muros. La puerta posee un blasón y tuvo un matacán del que aún quedan los canes.
El castillo de San Silvestre carecía de torre del homenaje. Bajo el edificio se conservan dos grandes salas abovedadas a modo de sótano, tan largas como el edificio, y es posible que existan más ahora enterradas.

## Estado de conservación
Se encuentra en estado de ruina consolidada. Es de propiedad privada, y se halla en una finca dedicada, entre otras actividades, a la siembra de cereal. Se encuentra protegido por la Declaración genérica del Decreto de 22 de abril de 1949, y la Ley 16/1985 sobre el Patrimonio Histórico Español.